# Região Geográfica Intermediária de Bauru
A Região Geográfica Intermediária de Bauru é uma das onze regiões intermediárias do estado brasileiro de São Paulo e uma das 134 regiões intermediárias do Brasil, criadas pelo Instituto Brasileiro de Geografia e Estatística (IBGE) em 2017. É composta por 48 municípios, distribuídos em quatro regiões geográficas imediatas.
Sua população total estimada pelo Instituto Brasileiro de Geografia e Estatística (IBGE) para 1º de julho de 2018 é de 1 435 788 habitantes, distribuídos em uma área total de 22 168,479 km².
Bauru é o município mais populoso da região intermediária, com 374 272 habitantes, de acordo com estimativas de 2018 do Instituto Brasileiro de Geografia e Estatística (IBGE).

## Regiões geográficas imediatas
| Região geográfica imediata | Municípios | População Estimativa 2018 | Área (km²) |
| -------------------------- | --- | ------------------------- | ---------- |
| Bauru                      | Agudos Arealva Avaí Balbinos Bauru Borebi Cabrália Paulista Duartina Iacanga Lençóis Paulista Lucianópolis Macatuba Paulistânia Pederneiras Pirajuí Piratininga Presidente Alves Reginópolis Ubirajara | 654 085                   | 8 585,500  |
| Jaú                        | Bariri Barra Bonita Bocaina Boraceia Brotas Dois Córregos Igaraçu do Tietê Itaju Itapuí Jaú Mineiros do Tietê Torrinha                                                                                 | 352 949                   | 4 498,644  |
| Botucatu                   | Anhembi Areiópolis Bofete Botucatu Conchas Itatinga Pardinho Pratânia São Manuel | 264 662                   | 5 440,312  |
| Lins                       | Cafelândia Guaiçara Guarantã Lins Pongaí Promissão Sabino Uru | 164 092                   | 3 644,023  |
| Total                      | 48 | 1 435 788                 | 22 168,479 |